# حارة الدار (صنعاء همدان)
حارة الدار هي إحدى حارات حي علو ضلاع همدان بضواحي صنعاء مديرية همدان، بلغ تعداد سكانها 157 نسمة حسب تعداد اليمن لعام 2004.